# Mücahit Albayrak
Mücahit Albayrak (* 30. Juli 1991 in Rize) ist ein türkischer Fußballspieler.

## Karriere
Albayrak erlernte das Fußballspielen in den Nachwuchsabteilungen der Vereine Çaykurspor und Istanbul Büyükşehir Belediyespor und begann im Sommer 2011 beim Istanbuler Viertligisten Ümraniyespor seine Profikarriere. 
In seiner dritten Saison, der Saison 2013/14, stieg er mit diesem Klub als Meister der TFF 3. Lig in die TFF 2. Lig auf und zwei Spielzeiten später als Meister der TFF 2. Lig und das erste Mal in der Vereinsgeschichte in die TFF 1. Lig. Im Januar 2019 verließ er nach acht Jahren Ümraniyespor und wechselte zum Ligarivalen Gazişehir Gaziantep FK. Hier feierte Albayrak mit seinem Klub zum Saisonende den Play-off-Sieg der TFF 1. Lig und damit den Aufstieg in die Süper Lig. Trotzdem wechselte er anschließend weiter zu BB Erzurumspor und seit dem 28. Januar 2021 ist er nun für Zweitligist Samsunspor aktiv.

## Erfolge
Mit Ümraniyespor
- Meister der TFF 3. Lig und Aufstieg in die TFF 2. Lig: 2013/14
- Meister der TFF 2. Lig und Aufstieg in die TFF 1. Lig: 2015/16

Mit Gazişehir Gaziantep FK
- Play-off-Sieger der TFF 1. Lig und Aufstieg in die Süper Lig: 2018/19

Mit BB Erzurumspor
- 2. Platz der TFF 1. Lig und Aufstieg in die Süper Lig: 2019/20